# Crash Bandicoot N. Sane Trilogy
Crash Bandicoot N. Sane Trilogy — сборник ремастеров первых трех игр из серии Crash Bandicoot, разработанный Vicarious Visions и изданный Activision на платформу PlayStation 4. В данный сборник входят ремейк игр Crash Bandicoot, Crash Bandicoot 2: Cortex Strikes Back и Crash Bandicoot 3: Warped, которые изначально были разработаны компанией Naughty Dog для PlayStation. Игра вышла 30 июня 2017 года и получила положительные отзывы критиков, которые отметили её верность оригиналам. Выход версии для Windows, Xbox One и Nintendo Switch состоялся 29 июня 2018 года.

## Описание
N. Sane Trilogy — сборник ремейков первых трех игр из серии Crash Bandicoot про Крэша Бандикута, преодолевающего различные уровни чтобы остановить Доктора Нео Кортекса. Как и в оригинальных играх, Крэш может использовать техники раскрутки или прыжков для того чтобы побеждать противников, разбивать ящики, преодолевать препятствия и собирать такие вещи как фрукты Вумпа, дополнительные жизни и маски Аку-Аку, которые защищают его.
Трилогия добавила новые особенности во все три игры, включая общую систему чекпойнтов, общее меню паузы, унифицированную систему сохранений, а также режим прохода уровней на время, впервые добавленный в Warped. Также была добавлена возможность прохождения игры за Коко Бандикут, сестру Крэша, за исключением некоторых уровней и боссов. В игре также добавлена поддержка 4K разрешения на PlayStation 4 Pro и Xbox One X, проведен ремастеринг озвучивания.

## Разработка

Сравнение первого уровня оригинальной игры (сверху) и первого уровня ремейка из N. Sane Trilogy (внизу)

В 2011 году CEO Activision Эрик Хиршберг заявил что «У меня нет ничего официального для анонса, но, говоря за себя, я люблю Крэша Бандикута. Это были мои любимые видеоигры в молодости. И мне хотелось бы найти способ вернуть их к жизни, если бы мы могли». В 2012 году, один из создателей серии, Энди Гавин, сказал, что ему хотелось бы видеть более современную версию первых четырёх игр.
В июне 2013 года Энди Гавин заявил в интервью PlayStation: The Official Magazine что игре нужен перезапуск:

Крэшу нужен полноценный перезапуск. Есть возможность рассказать историю заново, вернуться назад к рассказу о его создании и первоначальной борьбе с Кортексом. В данном контексте можно повторить окружающую среду, злодеев классических игр Crash 1 и 2. Использование усовершенствованного и открытого для передвижения мира было бы разумным. Я бы сконцентрировал свои силы на анимации в стиле Looney Tunes и захватывающим действиям. Это то, что мы делали с Крэшем, и нет причины, почему это не может быть сделано сегодня. Люди забывают, что когда-то Крэш был классным. У нашего Крэша были причудливые черты. Конечно, это было бестолково, но это не было тупо."
— Энди Гавин, OPM
Оригинальный текст (англ.)Crash needs a total reboot. There's an opportunity to reset the history, and go back to his creation story and the original conflict with Cortex. In that context, you could reprise classic Crash 1 and 2's settings and villains. It would make sense to use a more modern, free-roaming style. I would concentrate on Looney Tunes-esque animation and really addictive action. That's what we did with the original Crash, and there's no reason it couldn't be done today. Given the current Crash games, people forget that he was once cool. Our Crash had a certain whimsical edge to him. Sure, it was goofy – but it wasn't dumb.

В ноябре 2013 года начали ходить слухи что Sony Computer Entertainment выкупило права на франшизу у Activision. Спекуляции на данную тему усилились после кампании в социальных сетях с картинкой дорожного знака, на котором изображен бандикут. Однако представитель Activision заявил GameInformer что Activision сохранило за собой права на Крэша Бандикута, и рассматривает способы по возвращению франшизы к жизни.
В июле 2014 CEO Sony Computer Entertainment Эндрю Хаус объявил что они раздумывают над возрождением серии Crash Bandicoot, и Naughty Dog в интервью IGN отметили возможность того что они могут возродить и серию Crash Bandicoot, и серию Jak & Daxter. Однако, позднее, в январе 2015 года Джош Шерр из Naughty Dog в интервью Game Informer заявил что они не скучают по обеим сериям, и не собираются возрождать их. Несмотря на это, Эван Уэллс, президент Naughty Dog отметил что в компании были бы рады вернуться к разработке Crash Bandicoot, но не видят это возможным на тот момент.
В декабре 2015 года слухи о возрождении серии снова вспыхнули когда Шон Лайден, председатель SIE Worldwide Studios, появился на сцене выставки PlayStation Experience в футболке с Крэшэм Бандикутом. Однако Лайден ни разу не упомянул серию на выставке.
В мае 2016 года отсылка к серии была обнаружена в видеоигре Uncharted 4: A Thief's End от Naughty Dog, когда протагонист Нейтан Дрейк играет в уровень из первой игры, подливая огонь в слухи о возрождении серии. Лекс Лэнг намекнул, что он возвращается к озвучиванию Доктора Нео Кортекса. Однако слухи и спекуляции были остановлены заявлением Адама Бойса, вице-президента Sony по связям с издателями, что права на франшизу по прежнему принадлежат Activision, и Лэнг уточнил, что он не тизерил возрождение серии Crash Bandicoot, и что его не просили вернуться к работе над серией, но он открыт к возможной работе над новыми играми по Крэшу в будущем.
На Electronic Entertainment Expo 2016 было анонсировано что Крэш вернется в качестве играбельного персонажа в игре Skylanders: Imaginators. В дополнение было анонсировано что первые три игры будут повторно переизданы в качестве ремастера для PlayStation 4 на 20-летие серии Crash Bandicoot в партнерстве между Sony и Activision. Разработка ремастера отдана Vicarious Visions, компании которая разрабатывала серию Skylanders и игру 2003 года Crash Nitro Kart. Позднее, в июле 2016 года, босс Sony Entertainment Europe Джим Райан намекнул что за ремастером могут последовать новые оригинальные игры в серии про Крэша.
На выставке PlayStation Experience 3 декабря 2016 года, название игры было объявлено как Crash Bandicoot N. Sane Trilogy, и дата выпуска была установлена на 2017 год. Описывая разработку игры, в Vicarious Visions использовали термин «ремастер плюс», заявив что не считают игру ремейком, так как они не «полностью пересоздали» оригинальные игры, а просто взяли геометрию уровней у Naughty Dog, и построили по ним геймплей с нуля. В феврале 2017 года Activision установило дату выхода на 30 июня 2017 года. Был проведен конкурс на идеи для новых анимаций простоя Крэша, который окончился в начале апреля 2017 года.
При создании игры члены команды Vicarious Visions хотели сделать Коко играбельной уже на ранних стадиях разработки. Был проведен внутренний Game Jam, на котором был создан играбельный прототип Коко, и в итоге было решено добавить её в игру, и для этого были созданы новые анимации для её атак, прыжков, действий в простое, смертей, и получения новых реликвий и камней. Команда обосновала включение Коко в игру путем того, что сюжет Warped завязан на путешествиях во времени, и следовательно она попадает в первые две игры путем взлома машины времени.
После выхода игры, в июле 2017 года в PlayStation Store был выпущен загружаемый контент с уровнем Stormy Ascent для первой части, который был в оригинальной игре, но был вырезан незадолго до издания.

## Оценки
| Сводный рейтинг       | Сводный рейтинг              |
| Агрегатор             | Оценка                       |
| --------------------- | ---------------------------- |
| GameRankings          | - PS4: 81,28 % - NS: 76,60 % |
| Metacritic            | 80/100                       |
| Иноязычные издания    |                              |
| Издание               | Оценка                       |
| Destructoid           | 8,5/10                       |
| Game Informer         | 8/10                         |
| GameRevolution        | [ 32 ]                       |
| GameSpot              | 6/10                         |
| GamesRadar+           | [ 34 ]                       |
| IGN                   | 8,5/10                       |
| Polygon               | 6/10                         |
| Retro Gamer           | 78 %                         |
| Русскоязычные издания |                              |
| Издание               | Оценка                       |
| 3DNews                | 8/10                         |
| «Игромания»           | 7,5/10                       |
| «Игры Mail.ru»        | 8/10                         |

Crash Bandicoot N. Sane Trilogy получило в среднем положительные отзывы, согласно агрегатору оценок Metacritic. IGN оценил игру на 85 баллов из 100, отметив, что игра так же затягивает как и двадцать лет назад; впрочем, также отметив, что не все геймплейные элементы игры прошли проверку временем. Обзорщик сайта GamesRadar, Луиза Блейн, пожаловавшись на неудобное управление, сравнила игру с Dark Souls в плане того что умирать из-за него придется очень часто. Самую низкую оценку поставил Питер Браун с сайта GameSpot, оценив отличное визуальное исполнение, но разругав игру за то, что авторы так дотошно перенесли все детали игры, включая раздражающие скачки сложности и откровенно устаревший дизайн. Сергей Жигальцев из Игромании поставил игре 7.5 баллов, пожаловавшись на управление, и что снежные уровни проходятся намного сложнее чем в оригинале. Тем не менее, игра была названа «Переизданием года» по версии редакции в итогах года.